# 苗山槭
苗山槭（学名：Acer miaoshanicum）为槭树科槭属下的一个种。

## 扩展阅读
- 維基物種上的相關：苗山槭